# Bradley's Barn
Bradley's Barn è un album dei The Beau Brummels, pubblicato dalla Warner Bros. Records nel 1968.

## Tracce
Lato A
1. Turn Around – 3:00 (Robert Durand, Ron Elliott)
2. And Added Attraction (Come and See Me) – 2:57 (Sal valentino)
3. Deep Water – 2:29 (Ron Elliott, Sal Valentino)
4. Long Walking Down to Misery – 3:10 (Ron Elliott)
5. Little Bird – 2:36 (Ron Elliott)
6. Cherokee Girl – 3:32 (Robert Durand, Ron Elliott)

Lato B
1. I'm a Sleeper – 3:13 (Ron Elliott, Sal Valentino)
2. The Loneliest Man in Town – 1:49 (Charles Elliott, Ron Elliott)
3. Love Can Fall a Long Way Down – 4:12 (Robert Durand, Ron Elliott)
4. Jessica – 2:17 (Ron Elliott, Sal Valentino)
5. Bless You California – 2:15 (Randy Newman)

Edizione doppio CD del 2011, pubblicato dalla Rhino Handmade Records RHM2 524919
CD 1
1. Turn Around – 3:02 (R. Durand, R. Elliott)
2. An Added Attraction (Come and See Me) – 3:02 (S. Valentino)
3. Deep Water – 2:33 (R. Elliott, S. Valentino)
4. Long Walking Down to Misery – 3:14 (R. Elliott)
5. Little Bird – 2:39 (R. Elliott)
6. Cherokee Girl – 3:40 (R. Durand, R. Elliott)
7. I'm a Sleeper – 3:20 (R. Elliott, S. Valentino)
8. The Loneliest Man in Town – 1:52 (C. Elliott, R. Elliott)
9. Love Can Fall a Long Way Down – 4:15 (R. Durand, R. Elliott)
10. Jessica – 2:21
11. Bless You California – 2:23 (R. Newman)
12. Lift Me – 2:41
13. I Love You Mama – 2:22
14. Just a Little Bit of Lovin' – 3:09
15. Tan Oak Tree – 2:30
16. Another – 2:58
17. High Tree – 2:59
18. Black Crow – 2:47

CD 2
1. Deep Water – 3:23 (R. Elliott, S. Valentino) – The Beau Brummels - Alternate Version
2. Love Can Fall a Long Way Down – 4:28 (R. Durand, R. Elliott) – The Beau Brummels - Alternate Mix
3. Jessica – 2:25 (R. Elliott, S. Valentino) – The Beau Brummels - Alternate Version
4. Bittersweet – 2:48 (R. Elliott) – The Beau Brummels
5. I'll Be Your Baby Tonight – 3:01 (Bob Dylan) – The Beau Brummels - Alternate Take
6. Long Black Veil – 4:21 (Ron Elliott) – The Beau Brummels
7. Lift Me – 2:26 (Ron Elliott) – The Beau Brummels - Alternate Take
8. 42nd Street – 1:36 – Lionel Reeves & Stella Parkes
9. Another – 3:20 – The Beau Brummels - Alternate Demo
10. Confessions – 4:16 – The Beau Brummels - Demo
11. An Added Attraction (Come and See Me) – 4:31 (S. Valentino) – Sal Valentino - Alternate Version
12. A Little at a Time – 2:54 – Sal Valentino
13. Down in the Flood – 3:40 – Sal Valentino
14. Home of the Blues – 3:13 – Sal Valentino
15. Alligator Man – 2:39 – Sal Valentino
16. Silkie – 3:10 – Sal Valentino
17. A Song for Rochelle – 4:49 – Sal Valentino
18. Friends and Lovers – 2:46 – Sal Valentino
19. Radio Interview – 11:31 – The Beau Brummels

## Musicisti
- Sal Valentino - voce solista
- Ron Elliott - chitarra, arrangiamenti
- Harold Bradley - chitarra
- Jerry Reed - chitarra
- Wayne Moss - chitarra
- Billy Sanford - chitarra
- David Briggs - tastiere
- Norbert Putnam - basso
- Kenny Buttrey - batteria